# Nardoa
Genre
Nardoa est un genre d'étoiles de mer de la famille des Ophidiasteridae.

## Description et caractéristiques
A l'instar des autres genres de cette famille, les Nardoa ont un disque central relativement réduit et généralement 5 bras (rarement 4 ou 6) tubulaires souples et allongés. Ce genre se caractérise par ses pores groupés en touffes (contre isolés chez Fromia), pouvant être présents jusqu'en-dessous de la ceinture marginale, et ses bras suffisamment arrondis pour dissimuler les plaques marginales en vue dorsale. Les supéromarginales sont de taille décroissant régulièrement le long du bras. Ce sont d'assez grandes étoiles (pouvant dépasser 20 cm), protégées par des plaques transformées en tubercules arrondis, plus ou moins saillants. 
Ce genre est encore mal défini, et la différence avec le proche genre Gomophia est probablement artificielle, et nécessite une révision (Marsh & Fromont considèrent que les plaques supéromarginales uniformes définissent Nardoa par rapport aux plaques alternées de Gomophia, mais la stabilité et la fiabilité de ce trait semblent faibles). En conséquence, le statut de plusieurs espèces est particulièrement douteux. Ceci est sans doute également vrai avec le genre Andora (qui en est l'anagramme). 
Ce genre doit son nom au naturaliste italien Giovanni Domenico Nardo.

## Liste des genres
Selon World Register of Marine Species (21 mai 2014) :
- Nardoa frianti Koehler, 1910 -- De l'océan Indien central (Maldives) au Pacifique ouest
- Nardoa galatheae (Lütken, 1865) -- Indo-ouest-pacifique (notamment océan Indien oriental)
- Nardoa gomophia (Perrier, 1875) -- Pacifique ouest, de l'Australie au Japon (parfois appelée Gomophia gomophia)
- Nardoa mamillifera Livingstone, 1930 -- Pacifique ouest, de l'Australie au Japon (possible synonyme de N. frianti)
- Nardoa novaecaledoniae (Perrier, 1875) -- Nouvelle-Calédonie et région (Australie, Indonésie...)
- Nardoa rosea H.L. Clark, 1921 -- Indo-Pacifique central
- Nardoa tuberculata Gray, 1840 -- Indo-Pacifique central
- Nardoa tumulosa Fisher, 1917 -- Indo-Pacifique central (possible synonyme de N. frianti)
- Nardoa variolata (Bruzelius, 1805) -- Océan Indien occidental (très proche de N. galatheae, peut-être une variante locale)

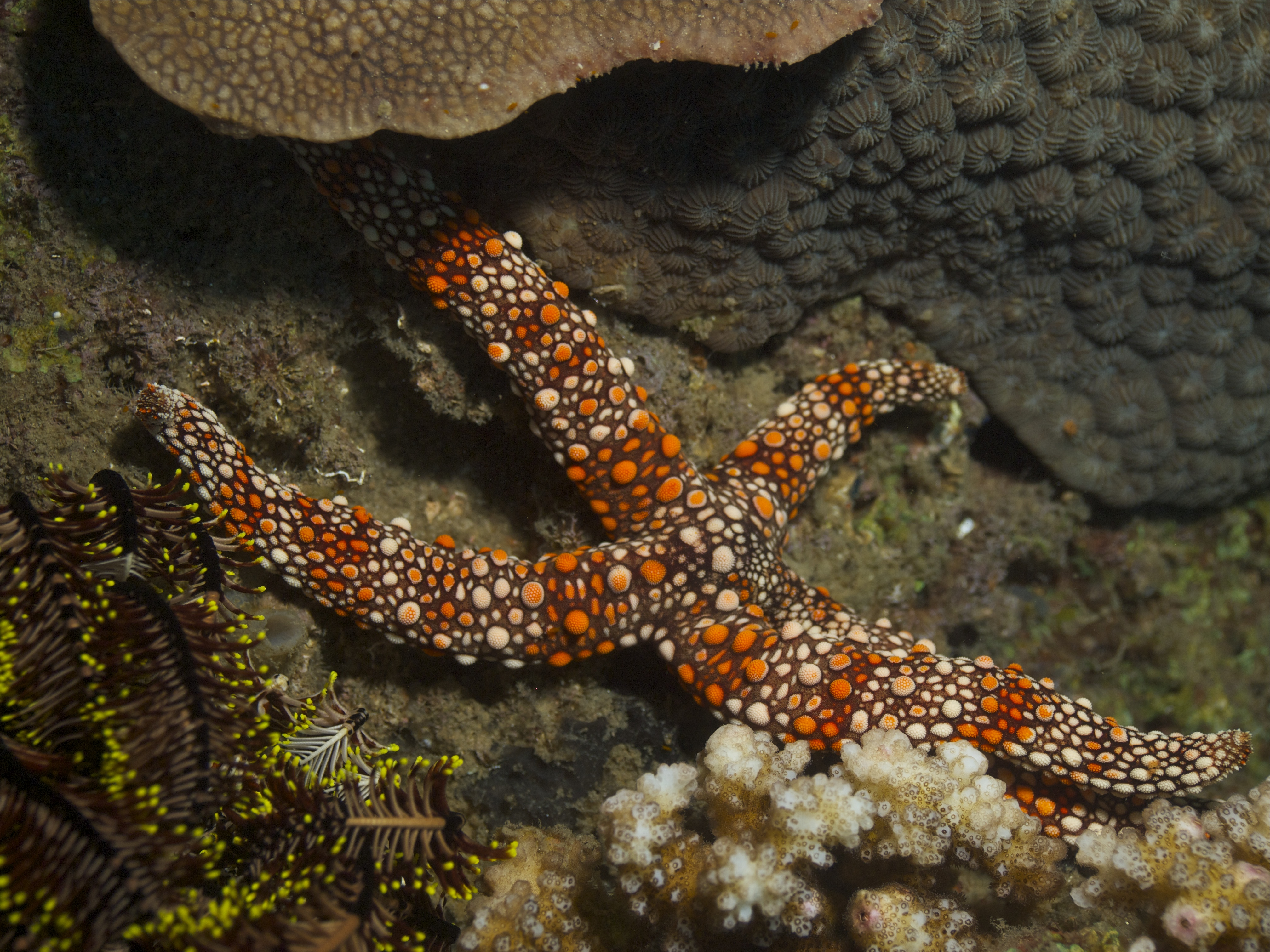
Nardoa frianti
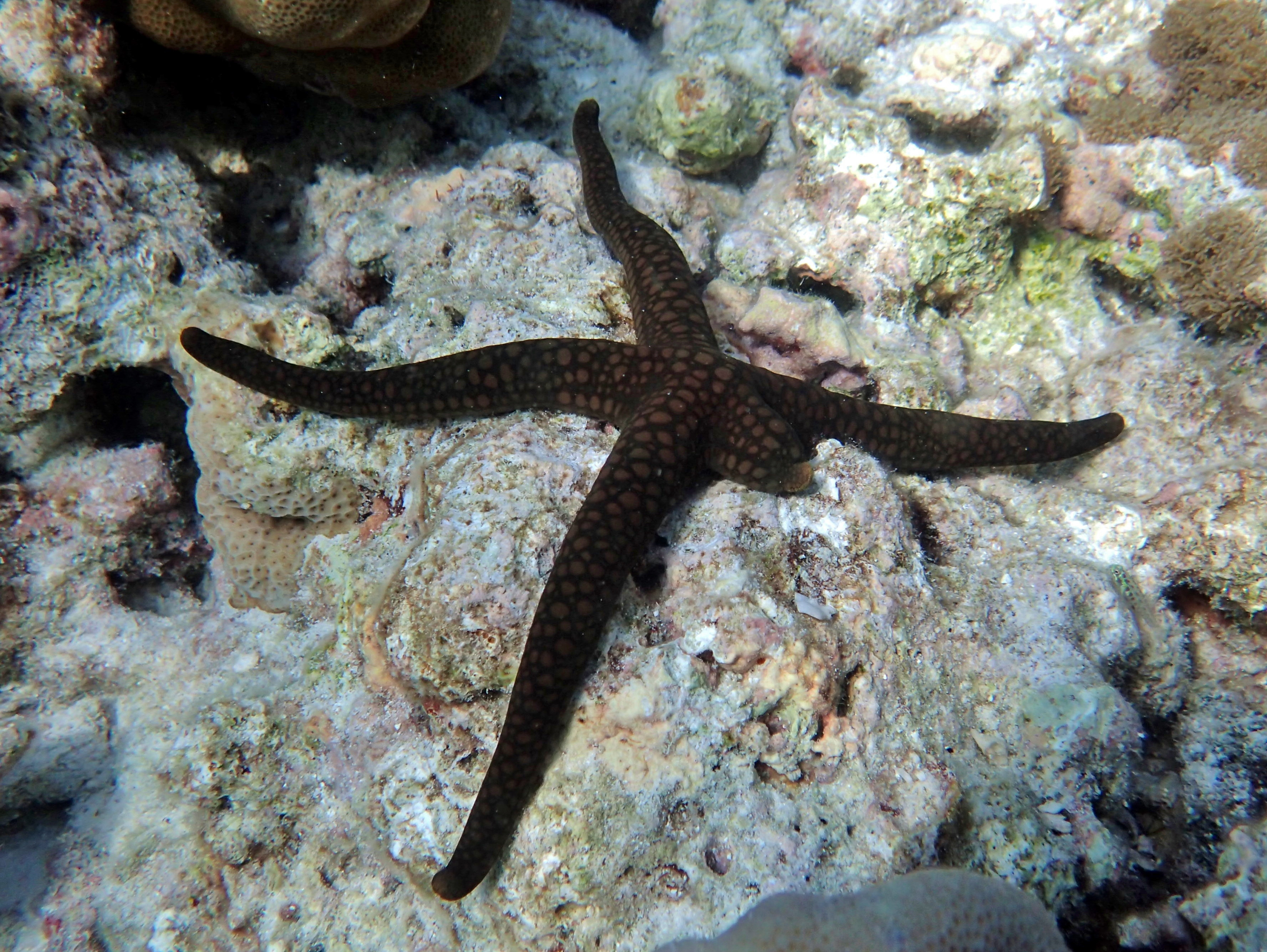
Nardoa galathea
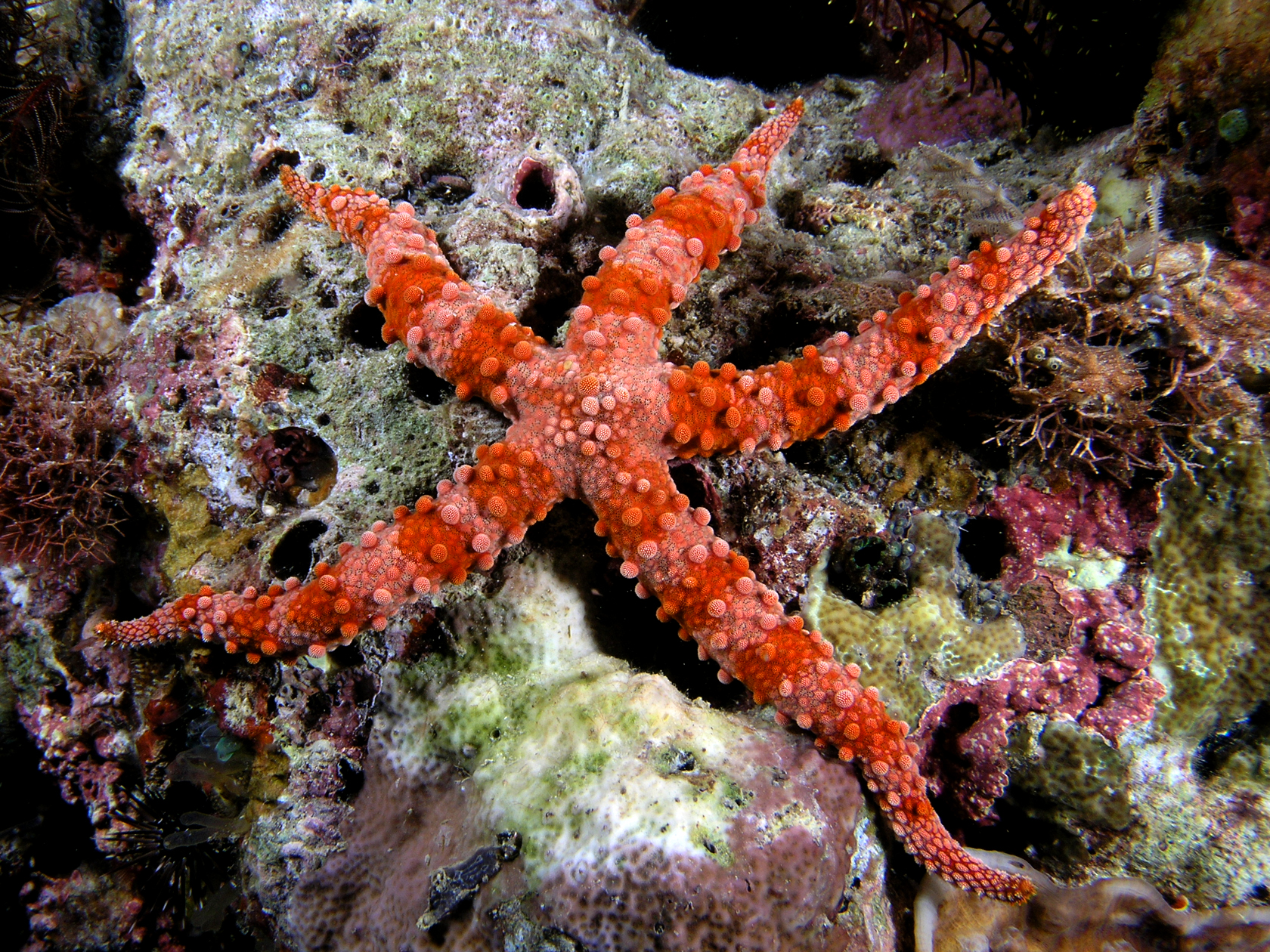
Nardoa gomophia
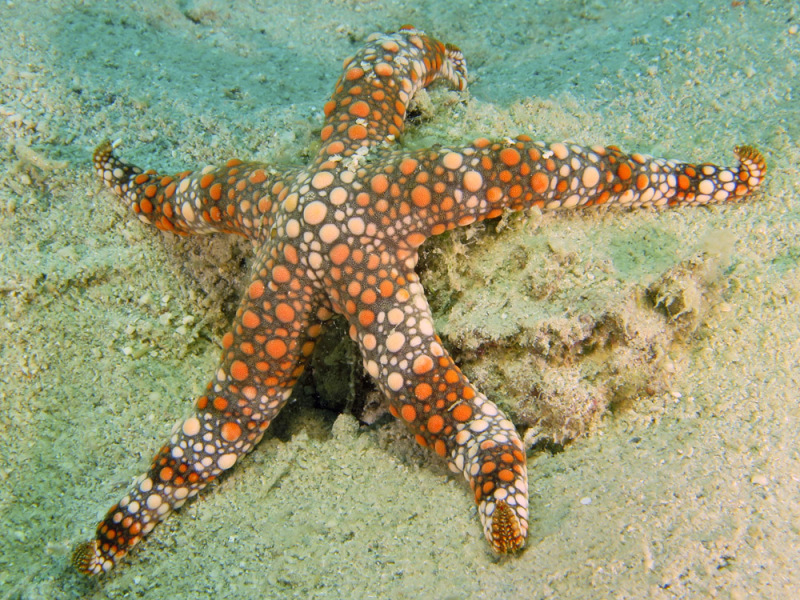
Nardoa mamillifera
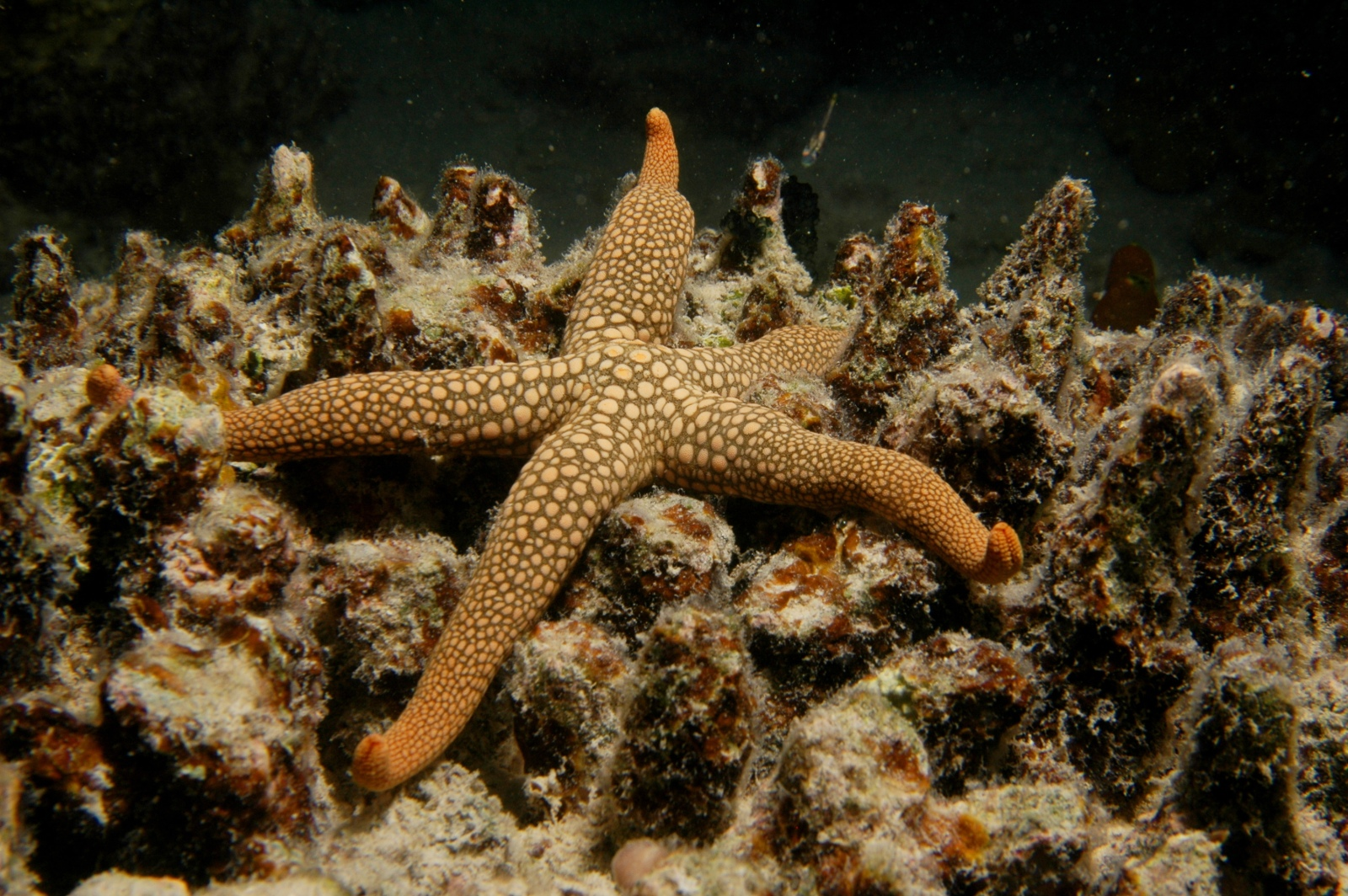
Nardoa novaecaledoniae
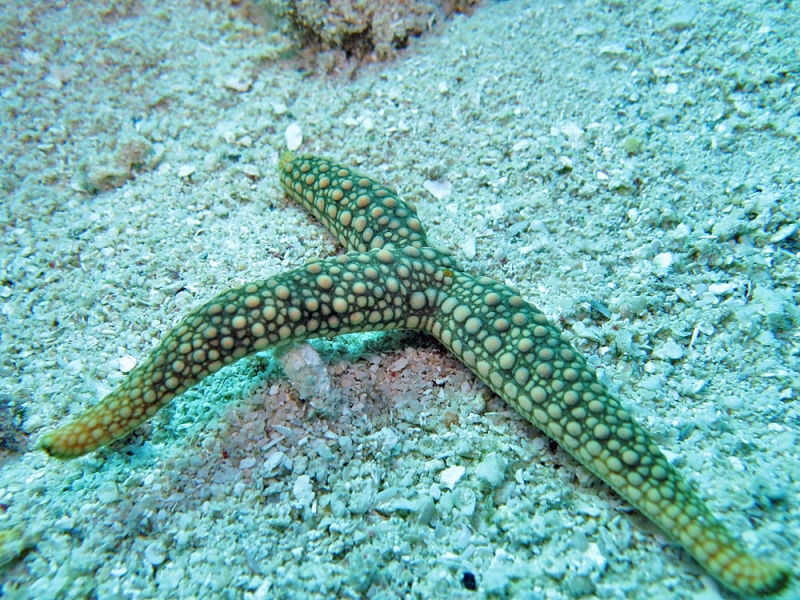
Nardoa rosea
Nardoa tuberculata
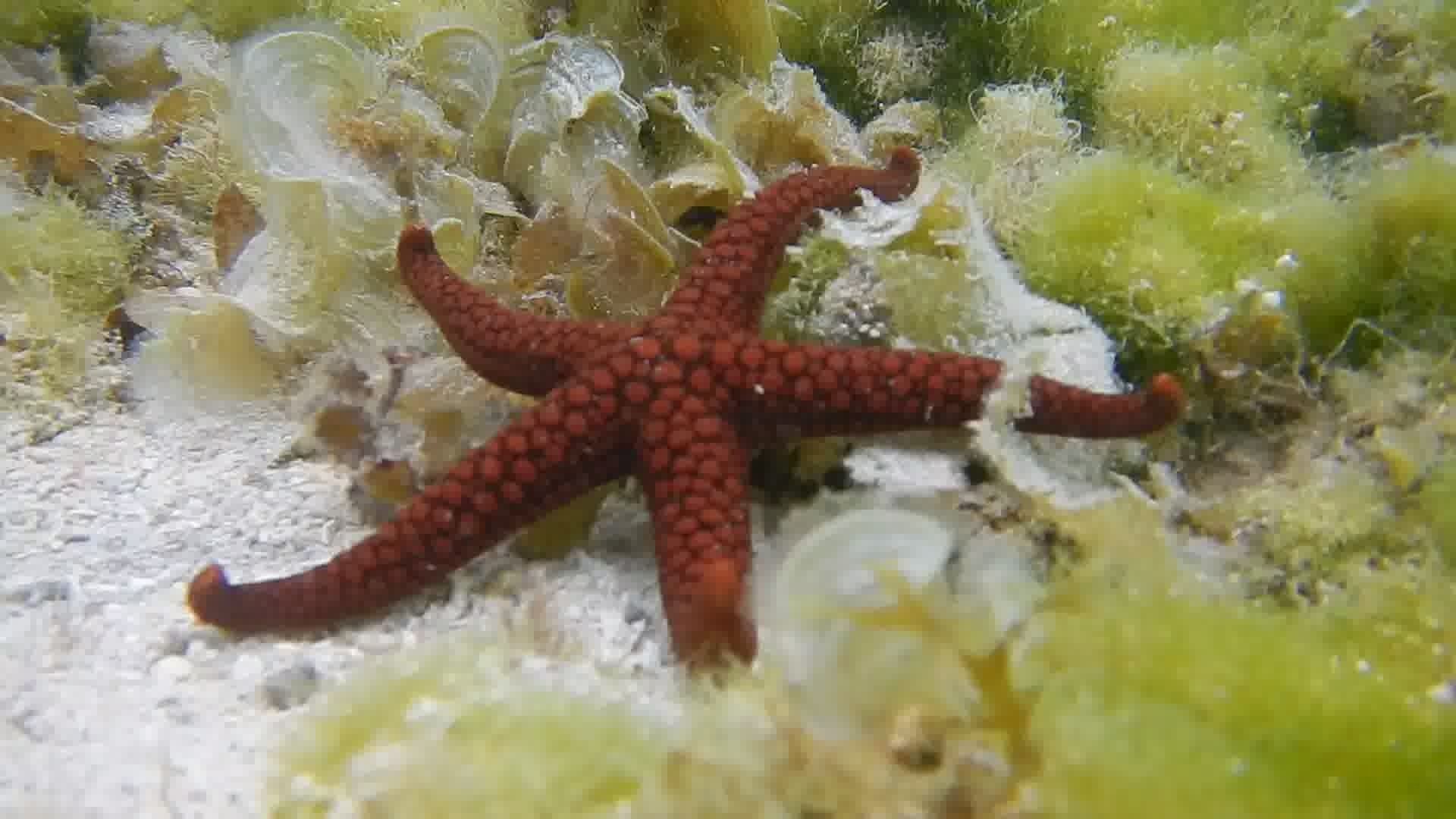
Nardoa variolata
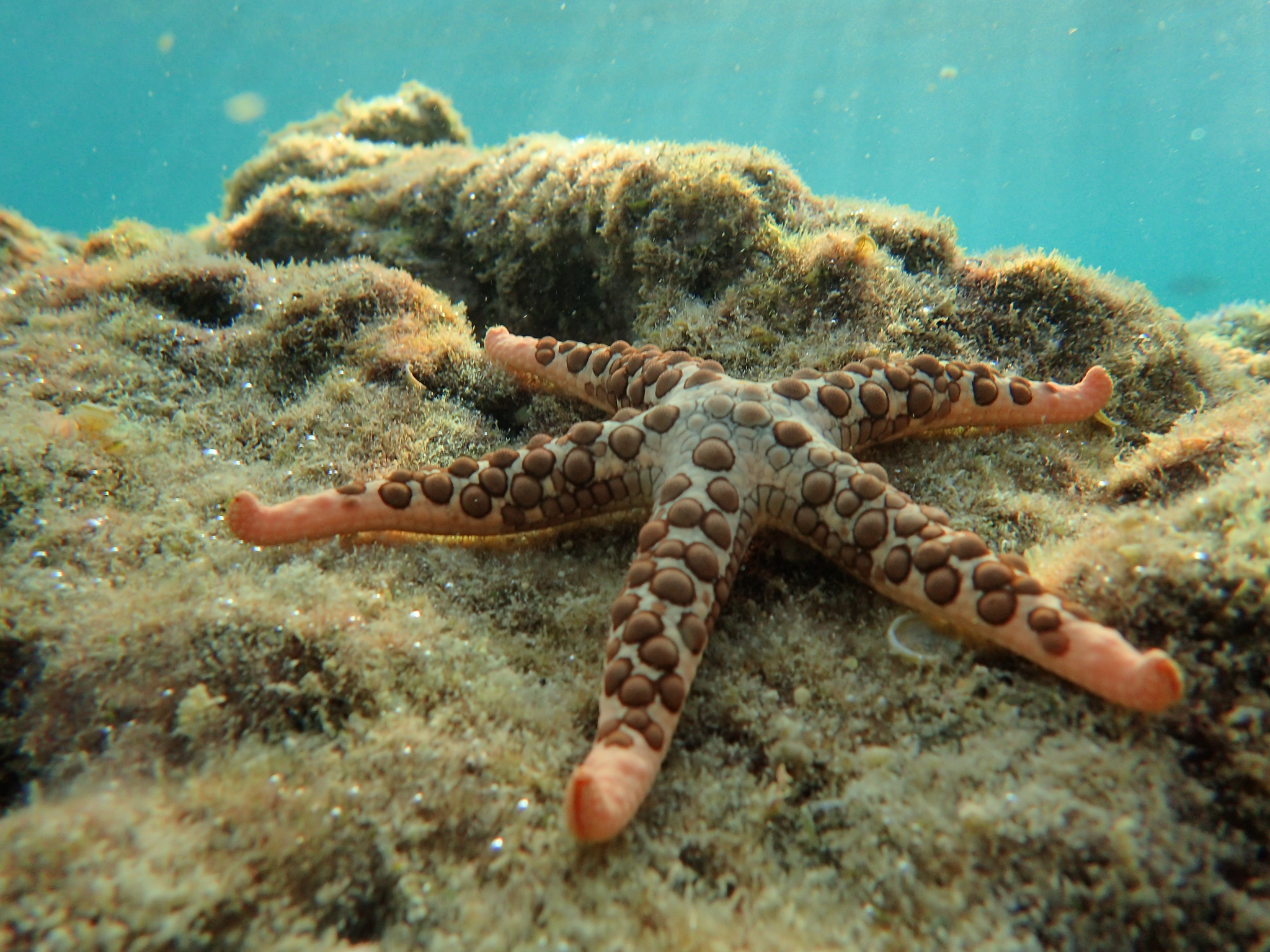
une Nardoa non identifiée (peut-être N. tumulosa ?)

Certains auteurs comme Marsh & Fromont (2020) proposent de déplacer toutes les espèces à très gros tubercules et à supéromarginales anisométriques vers le genre Gomophia, faisant ainsi Gomophia frianti, Gomophia gomophia, Gomophia mamillifera et Gomophia rosea. 

## Publication originale
- Gray, J. E. 1840. A synopsis of the genera and species of the class Hypostoma (Asterias, Linnaeus). Annals of the Magazine of Natural History, 6: 275-290 [286]. (BHL)